# Wrzosowo, Hạt Kamień
Wrzosowo [vʐɔˈsɔvɔ] (tiếng Đức: Fritzow) là một ngôi làng thuộc khu hành chính của Gmina Kamień Pomorski, thuộc quận Kamień, West Pomeranian Voivodeship, ở phía tây bắc Ba Lan. Nó nằm khoảng 6 kilômét (4 mi) phía bắc Kamień Pomorski và 69 km (43 mi) phía bắc thủ đô khu vực Szczecin.
Trước năm 1945, khu vực này là một phần của Đức. Đối với lịch sử của khu vực, xem Lịch sử của Pomerania.
Ngôi làng có dân số 620 người.